# دانستاون (پنسیلوانیا)
دانستاون (به انگلیسی: Dunnstown) یک منطقهٔ مسکونی در ایالات متحده آمریکا است که در پنسیلوانیا واقع شده‌است. دانستاون ۲٫۱۷ کیلومتر مربع مساحت و ۱٬۳۶۰ نفر جمعیت دارد و ۲۰۰٫۲۶ متر بالاتر از سطح دریا واقع شده‌است.